# Ministère de l'Agriculture (Espagne)
Pour les articles homonymes, voir Ministère de l'Agriculture.
Le ministère de l'Agriculture, de la Pêche et de l'Alimentation (en espagnol : Ministerio de Agricultura, Pesca y Alimentación) est le département ministériel responsable de la politique agricole, du développement rural, de la pêche et de la sécurité alimentaire en Espagne.
Il est dirigé, depuis le 7 juin 2018, par le socialiste Luis Planas.

## Missions

### Fonctions
Le ministère de l'Agriculture est responsable de la proposition et de l'exécution des politiques gouvernementales dans les domaines des ressources agricoles, de l'élevage et piscicoles, de l'industrie agroalimentaire, du développement rural et de l'alimentation.

### Organisation
Le ministère s'organise de la façon suivante :
- ministre de l'Agriculture, de la Pêche et de l'Alimentation
  - secrétariat d'État à l'Agriculture et à l'Alimentation
    - direction générale du Développement rural, de l'Innovation et de la Formation agroalimentaire

  - secrétariat général des Ressources agraires et de la Sécurité alimentaire
    - direction générale des Produits et marchés agraires
    - direction générale de la Santé agroalimentaire et du Bien-être animal
    - direction générale de l'Alimentation

  - secrétariat général de la Pêche
    - direction générale de la Pêche durable
    - direction générale de la Réglementation piscicole et de l'Aquaculture

  - sous-secrétariat de l'Agriculture, de la Pêche et de l'Alimentation
    - secrétariat général technique
    - direction générale des Services et de l'Inspection

## Histoire
Le ministère de l'Agriculture (Ministerio de Agricultura) apparaît en 1933, issu de la scission du ministère  de l'Agriculture, de l'Industrie et du Commerce (Ministerio de Agricultura, Industria y Comercio), créé en 1931 à partir du ministère de l'Équipement et du ministère de l'Économie nationale. Il fusionne brièvement avec le ministère de l'Industrie et du Commerce, entre 1935 et 1936, et avec le ministère du Travail aux débuts du franquisme, de 1939 à 1941.
Maintenu par le premier gouvernement démocratique, formé en 1977, il voit ses compétences élargies à la pêche maritime en 1980, et prend le nom de ministère de l'Agriculture et de la Pêche (Ministerio de Agricultura y Pesca) l'année suivante, en mai 1981. À peine six mois plus tard, à la suite d'une importante crise sanitaire et alimentaire, ses compétences sont élargies à la sécurité alimentaire, et il devient le ministère de l'Agriculture, de la Pêche et de l'Alimentation.
Il existe sous cette forme pendant vingt-sept ans, étant supprimé en 2008 pour fusionner avec le ministère de l'Environnement dans le ministère de l'Environnement et du Milieu rural et marin (Ministerio de Medio Ambiente y Medio Rural y Marino). Il est recréé plus de dix ans plus tard, le 7 juin 2018.

## Titulaires à partir de 1977
| Nom | Nom | Nom                           | Dates du mandat | Dates du mandat | Parti | Gouvernement                  |
| --- | --- | ----------------------------- | --------------- | --------------- | ----- | ----------------------------- |
| |     | José Enrique Martínez Genique | 05/07/1977      | 28/02/1978      | UCD   | Suárez II                     |
| |     | Jaime Lamo de Espinosa        | 28/02/1978      | 02/12/1981      | UCD   | Suárez II et III Calvo-Sotelo |
| |     | José Luis Álvarez             | 02/12/1981      | 13/09/1982      | UCD   | Calvo-Sotelo                  |
| |     | José Luis García Ferrero      | 03/12/1982      | 28/10/1982      | UCD   | Calvo-Sotelo                  |
| |     | Carlos Romero                 | 03/12/1982      | 14/03/1991      | PSOE  | González I, II et III         |
| |     | Pedro Solbes                  | 14/03/1991      | 14/07/1993      | Aucun | González III                  |
| |     | Vicente Albero                | 14/07/1993      | 06/05/1994      | PSOE  | González IV                   |
| |     | Luis Atienza                  | 06/05/1994      | 05/05/1996      | PSOE  | González IV                   |
| |     | Loyola de Palacio             | 05/05/1996      | 30/04/1999      | PP    | Aznar I                       |
| |     | Jesús Posada                  | 30/04/1999      | 28/04/2000      | PP    | Aznar I                       |
| |     | Miguel Arias Cañete           | 28/04/2000      | 18/04/2004      | PP    | Aznar II                      |
| |     | Elena Espinosa                | 18/04/2004      | 14/04/2008      | PSOE  | Zapatero I                    |
| |     |                               |                 |                 |       |                               |
| |     | Luis Planas                   | 07/06/2018      | En fonction     | PSOE  | Sánchez I, II et III          |
| Titres successifs : - 1981-2008, depuis 2018 : Agriculture, Pêche et Alimentation (Agricultura Pesca y Alimentación). |     |                               |                 |                 |       |                               |